# Maison de Metternich
Pour les articles homonymes, voir Metternich (homonymie).
La maison de Metternich est une maison noble originaire de Rhénanie. Elle a donné au clergé du Saint-Empire un certain nombre d’évêques et d’archevêques. Le représentant le plus connu de cette lignée est le diplomate et homme politique autrichien Klemens Wenzel von Metternich. Elle ne doit pas être confondue avec la famille des barons et comtes von Wolff-Metternich.

## Histoire
La maison noble des Metternich est originaire de la rive gauche du Rhin (sous le nom de lignée de Hemberg). Les Metternich, qui tirent depuis le XIIIe siècle leur nom d'un château à Weilerswist, sont mentionnés comme titulaires du poste de trésorier de l'électorat de Cologne. Plus tard, la maison de Metternich s'est ramifiée en plusieurs branches.
Ainsi, il y a dès le XVIe siècle sept lignées. Il s'agit : 
- des Bourscheid dans le duché de Luxembourg
- des Winnebourg-Beilstein dans l’électorat de Trèves
- des Chursdorf dans la marche de Brandebourg
- des Rodendorff en Lorraine
- des Müllenarck dans le duché de Juliers
- des Niederberg dans le duché de Juliers

## La lignée des Bourscheid

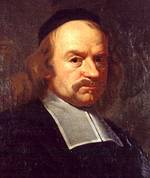
Lothaire-Frédéric de Metternich-Bourscheid (1617-1675), prince archevêque de Worms et de Mayence

Cette lignée est issue de Dieter zu Zievel-Metternich qui obtint en 1494 par la dot de sa femme la seigneurie de Bourscheid au Luxembourg. Son descendant éponyme († 1600) était toujours seigneur de Mersch et d’Esch-sur-Sure, et Wolfgang-Heinrich de Metternich-Bourscheid († 1699) accrut leurs possessions des fiefs de Dodenburg, Neckar-Steinbach et Densborn, auxquels était lié le maréchalat héréditaire du duché de Luxembourg. Son frère, Lothaire-Frédéric (1617-1675), qui devint prince archevêque de Worms et de Mayence et assura ainsi à sa famille la survivance de chanoine-prébendier de Mayence, est sans doute le représentant le plus illustre de cette branche.
Par l'intermédiaire de la fille de Wolfgang Heinrich, Anna Klara baronne de Metternich-Burscheid, une partie importante de la propriété revint à son mari Kasimir Friedrich von Kesselstatt en 1700. Hugo Franz Wolf von Metternich a vendu le domaine de Bourscheid en 1753.

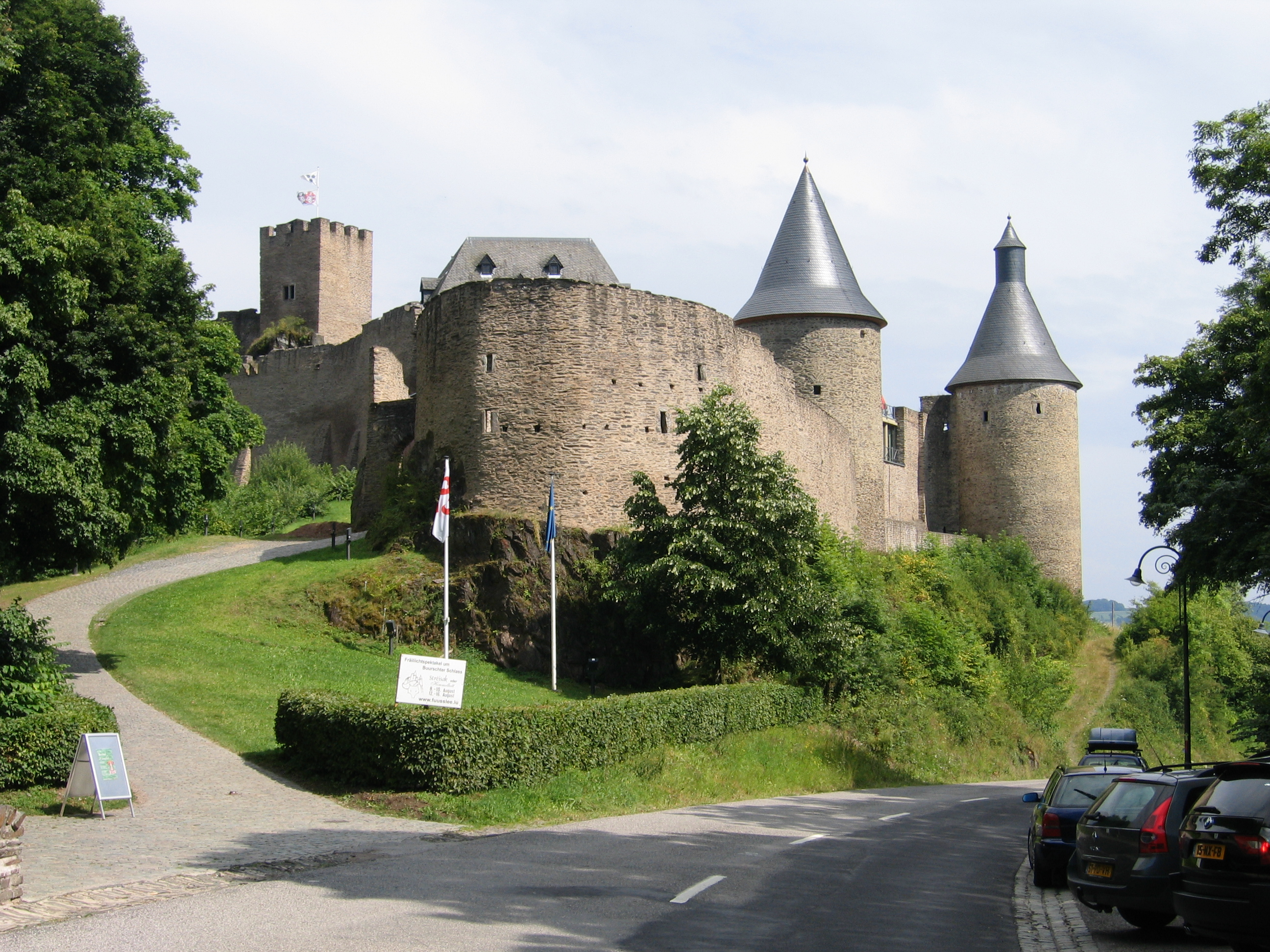
Le château de Bourscheid, Luxembourg
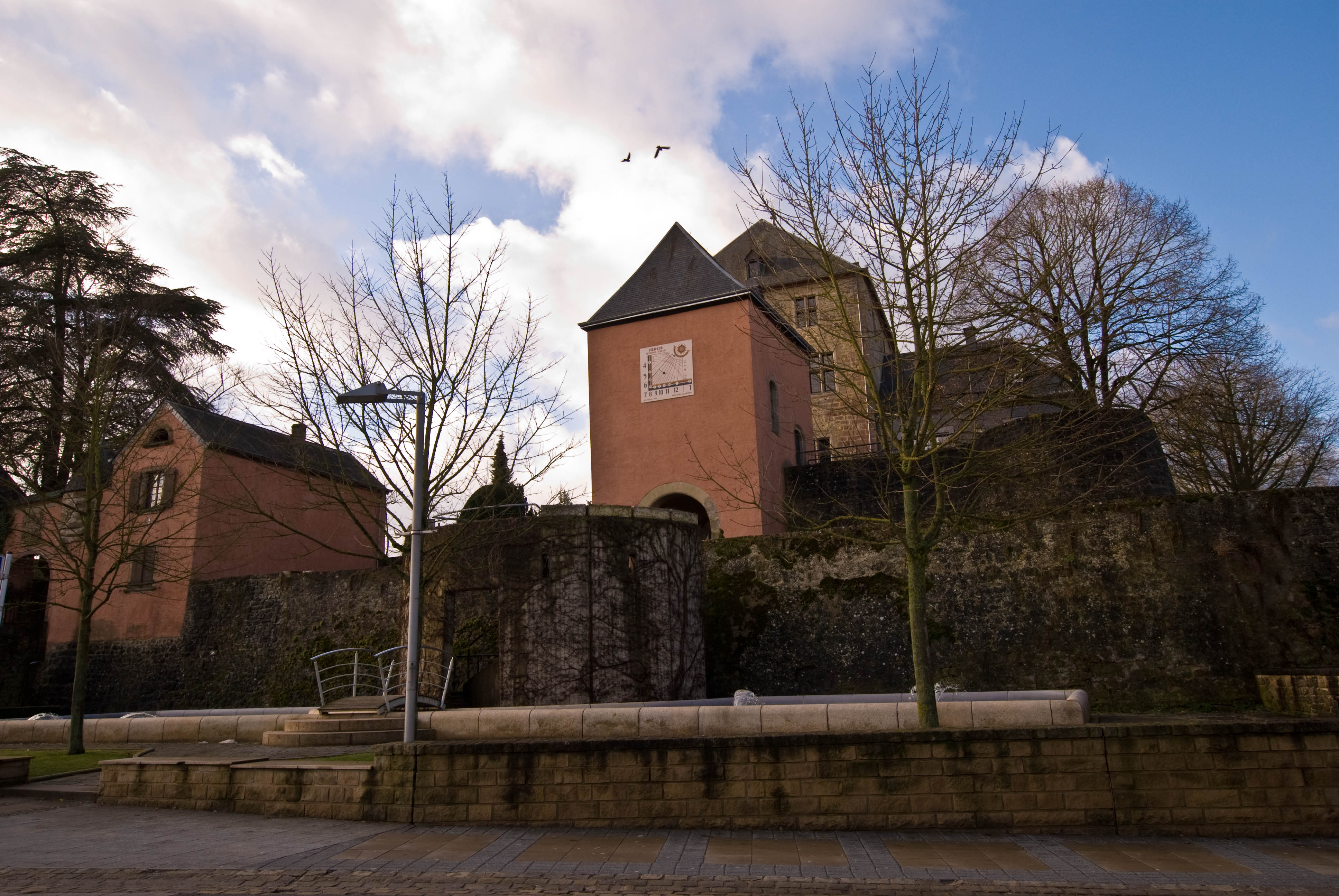
Le château de Mersch, Luxembourg
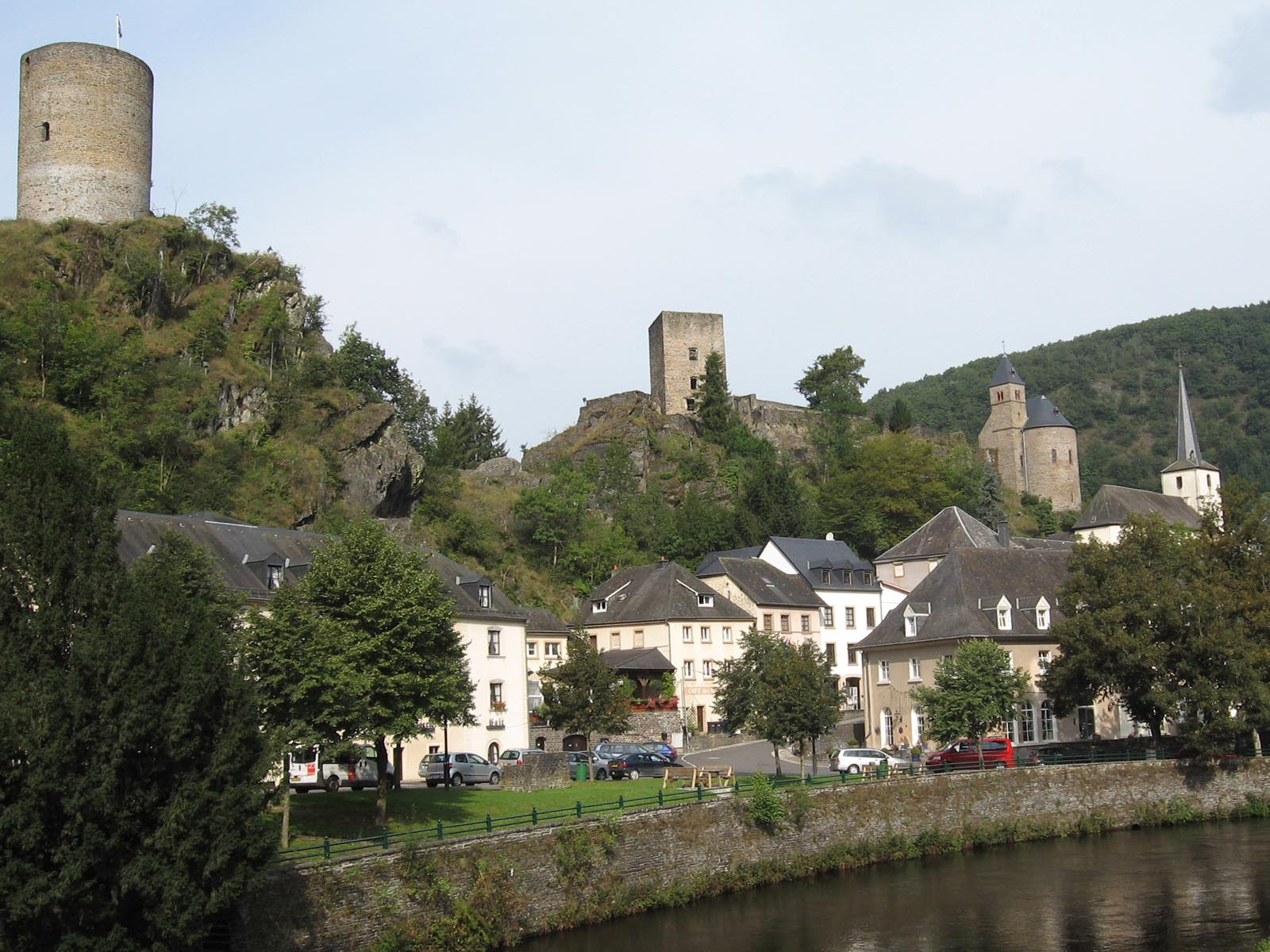
Le château d'Esch-sur-Sûre, Luxembourg

## La lignée Winnebourg-Beilstein

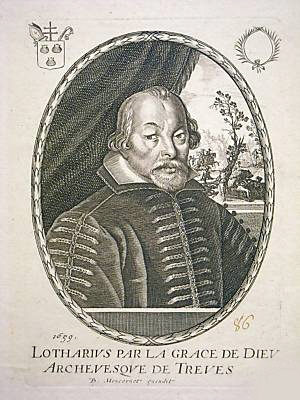
Lothair de Metternich, électeur de Trèves (1617–1675)

Avec Lothair de Metternich d'une branche basée au château de Vettelhoven (fait maintenant partie de la communauté Grafschaft (Rhénanie)), la famille a fourni l'archevêque et électeur de Trèves de 1599 à 1623. En 1652, l'acquisition des dominions impériaux immédiats de Winneburg et Beilstein sur la Moselle est rendue possible. Leur propriété a conduit à l'octroi du titre de comte à cette ligne en 1679, avec un siège et un vote au Collège des comtes impériaux de Basse-Rhénanie-Westphalie.

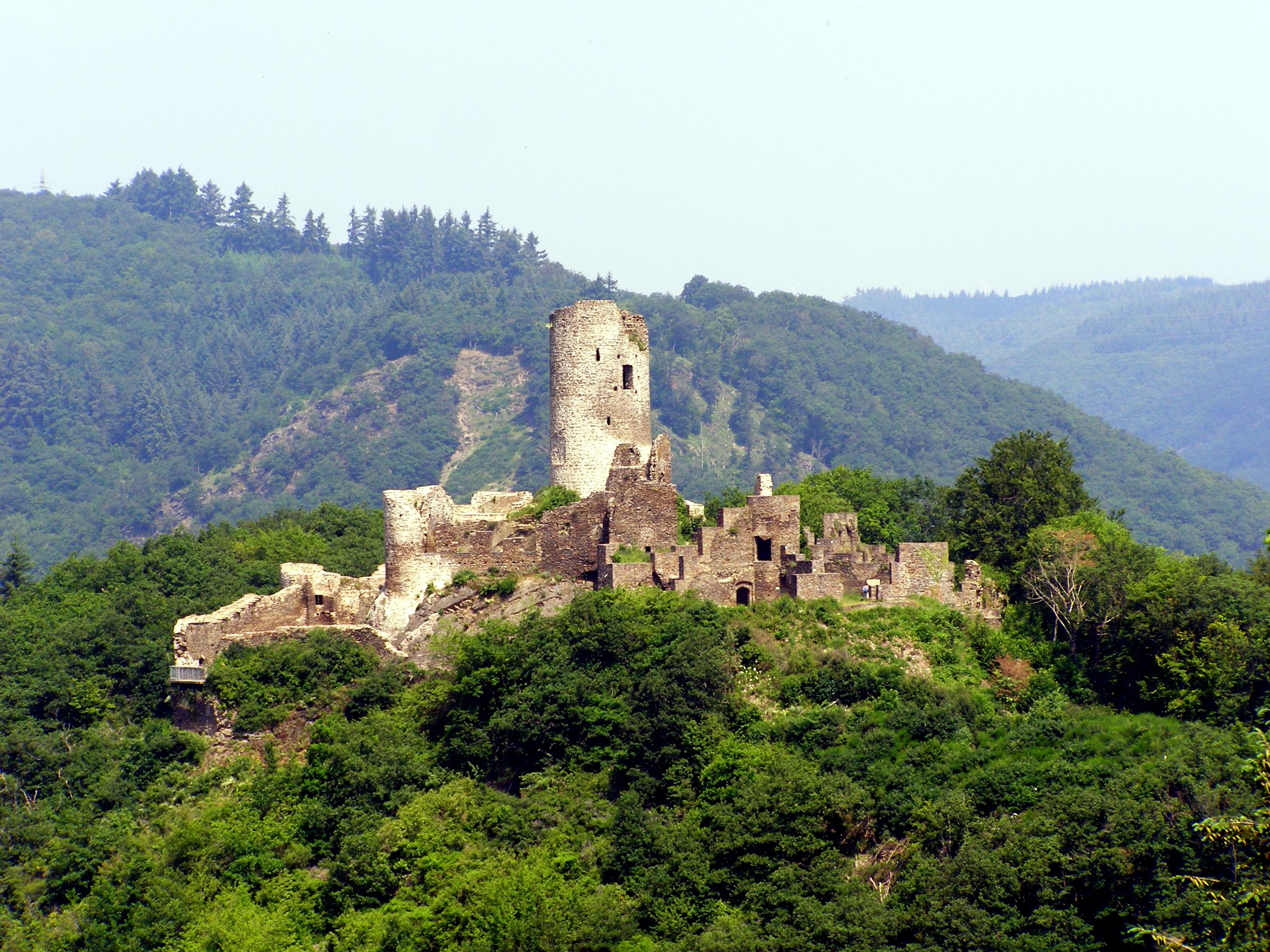
Le Château de Winnebourg
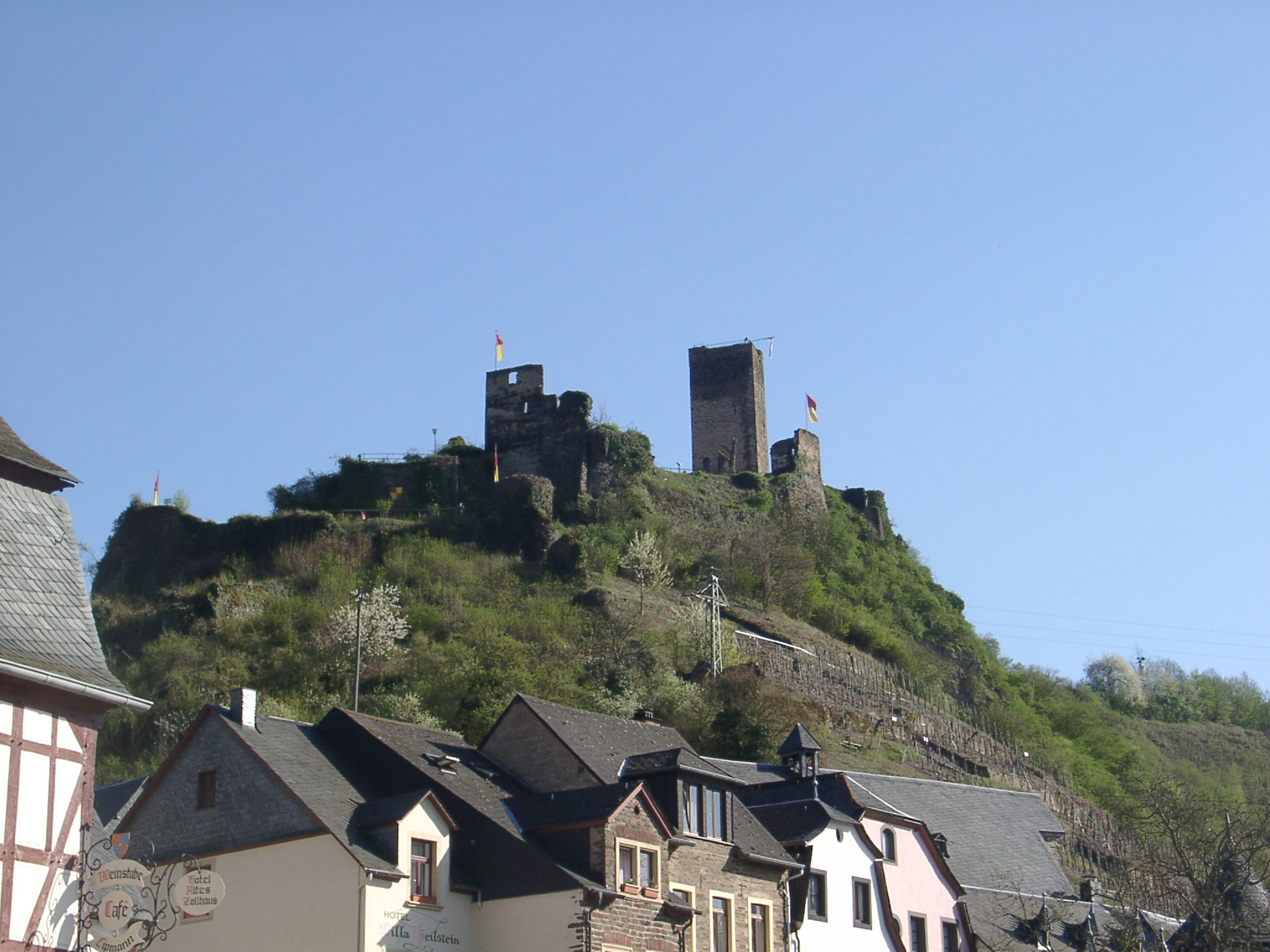
Le Château de Metternich à Beilstein (Mosel)

Les neveux de Lothar Johann Reinhard von Metternich, Karl von Metternich et Emmerich von Metternich, qui occupaient tous de hautes fonctions ecclésiastiques, étaient des partisans des Habsbourg et des opposants à l'archevêque de Trèves d'esprit français Philipp Christoph von Sötern.
L'intendant général impérial Lothar von Metternich et son frère Wilhelm ont acquis la seigneurie Königswart en Bohême (aujourd'hui Kynžvart en République tchèque) en 1623/30. Ils ont également acheté l'hôtel de Metternich à Coblence.

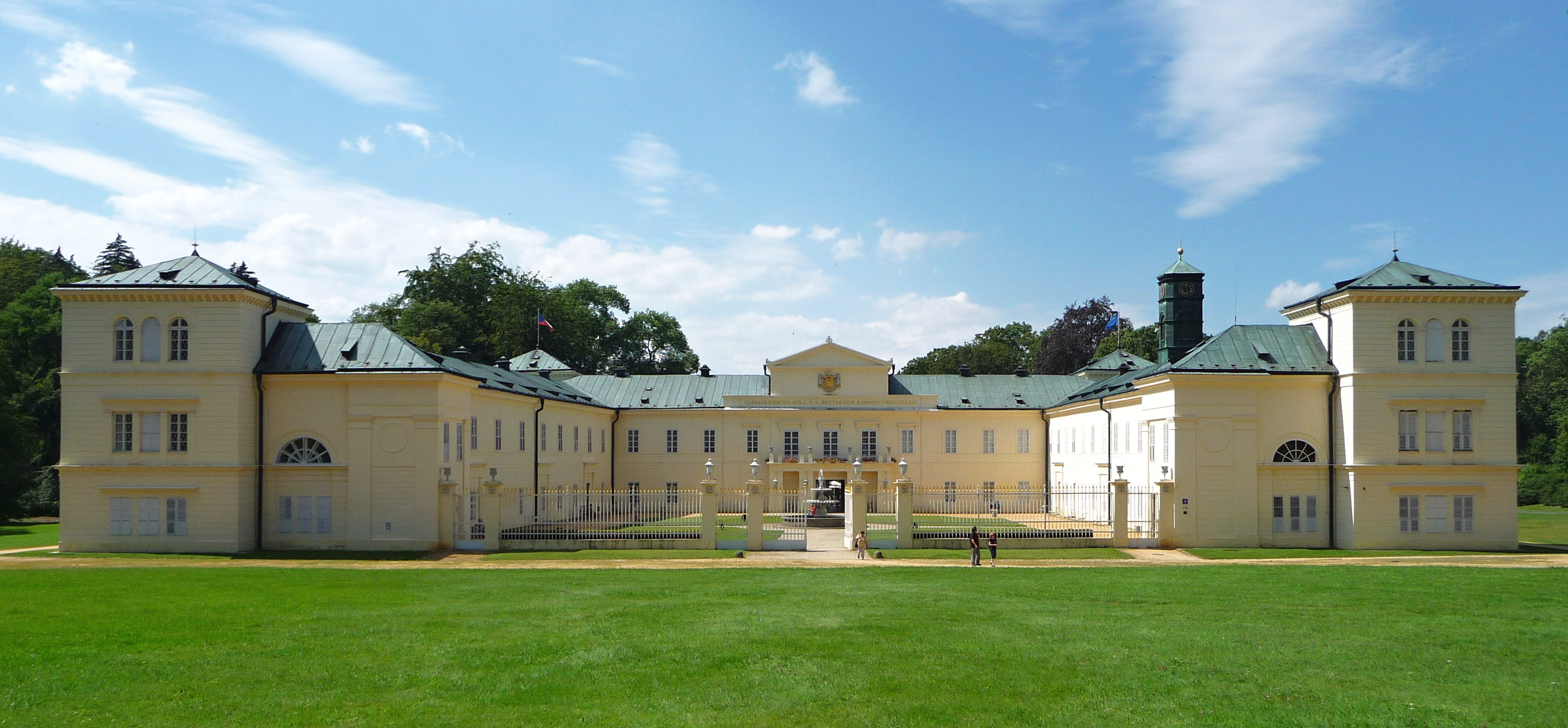
Le château de Königswart en Bohême
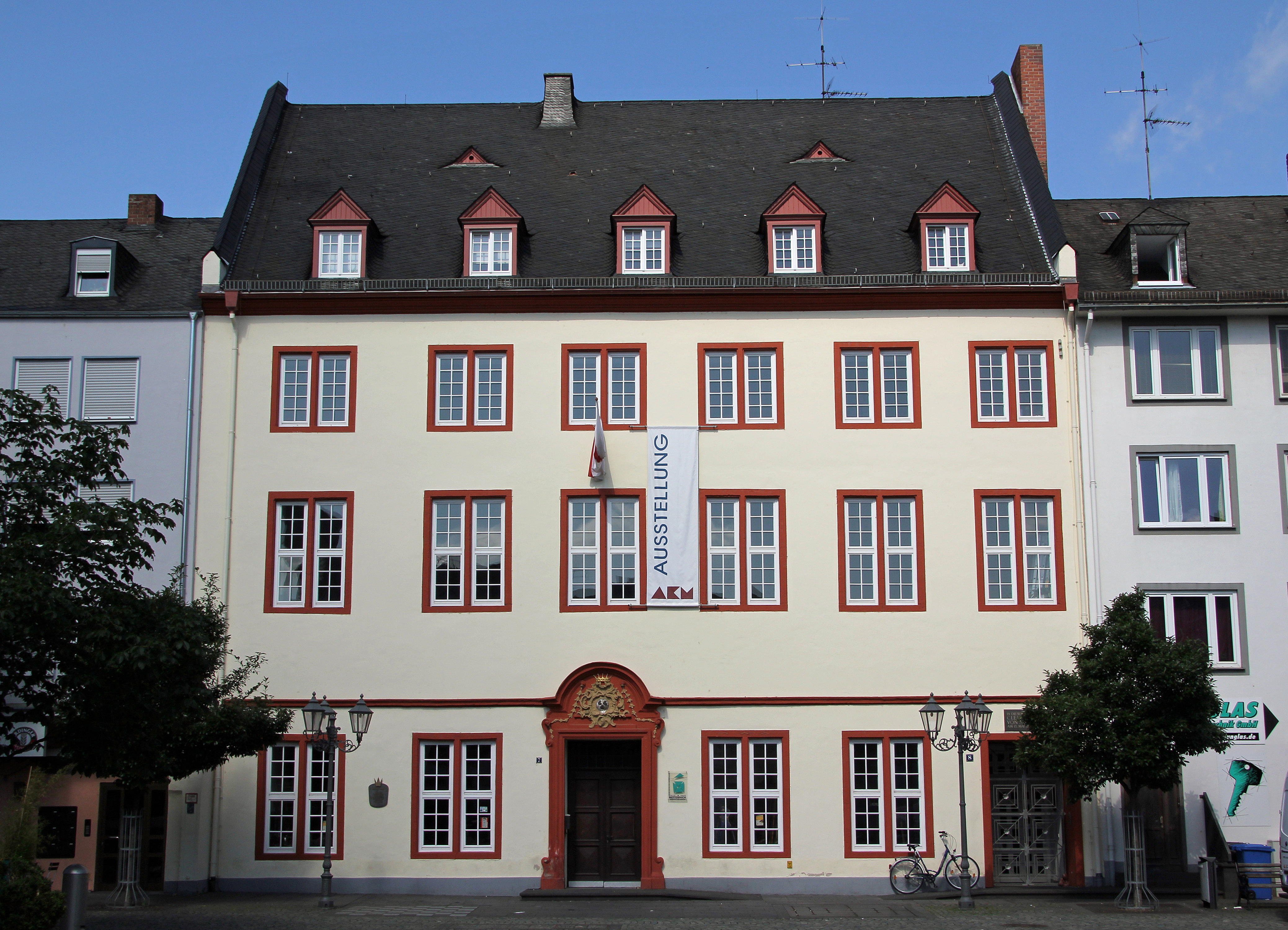
L'hôtel de Metternich à Coblence

Le fils aîné de Guillaume, Charles-Henri de Metternich-Winnebourg, devint archevêque de Mayence et prince-évêque de Worms en 1679. Le fils cadet Philipp Emmerich († 1698) fut élevé au rang du comte du Saint-Empire.

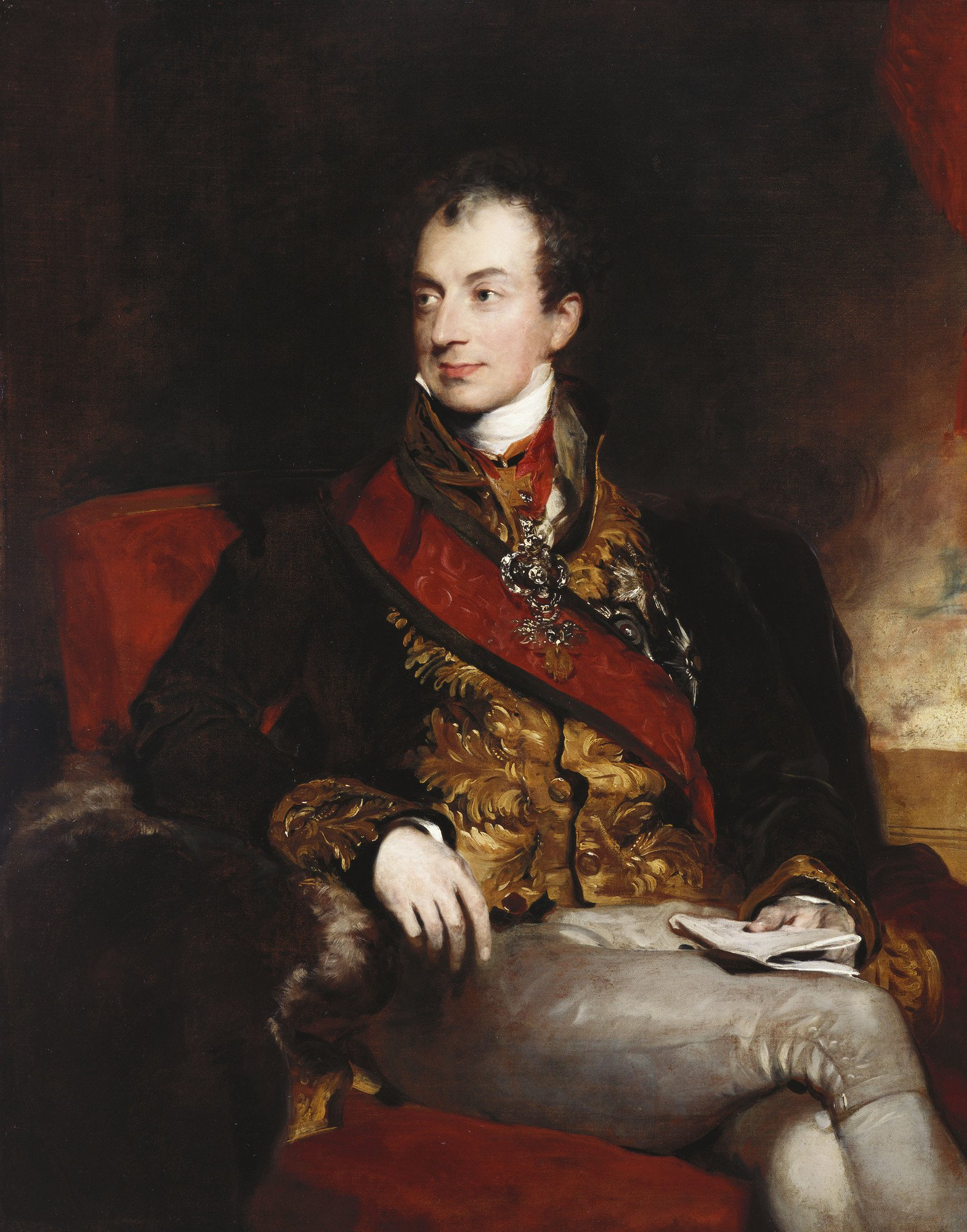
Klemens Wenzel von Metternich (1773–1859), chancelier d'État autrichien

En compensation de la possession de Winnebourg-Beilstein sur la rive gauche du Rhin, qui fut occupée en 1794 et tomba aux mains de la Première République française en 1801, le comte Franz Georg Karl von Metternich, père du célèbre chancelier d'État autrichien Klemens Wenzel von Metternich) a reçu l'ancienne abbaye impériale d'Ochsenhausen et le titre d'un prince du Saint-Empire d'Ochsenhausen en 1803, tandis que les autres membres de la famille sont restés comtes et comtesses. Cependant, la principauté est tombée au royaume de Wurtemberg dès 1806 à la suite de la médiatisation, et en 1825, le royaume y acquit également les anciennes propriétés du monastère du chancelier d'État Metternich.

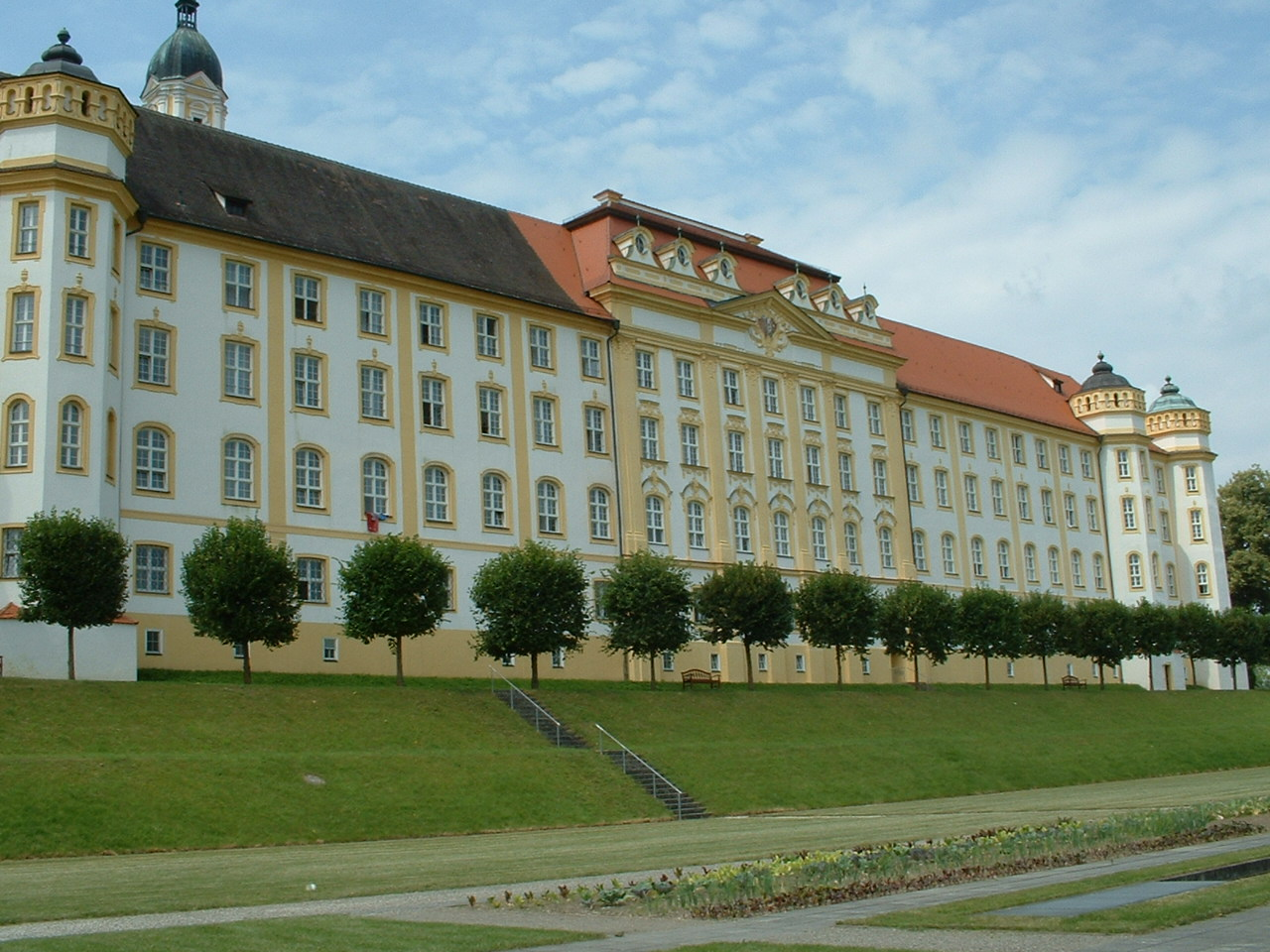
L'abbaye d'Ochsenhausen

En 1813, le chancelier d'État autrichien Klemens Wenzel Lothar a obtenu le statut princier autrichien héréditaire illimité avec le titre de prince de Metternich-Winnebourg (un titre héréditaire primogène, les autres descendants sont restés comtes et comtesses de Metternich). En 1818, il fut également nommé duc sicilien de Portella (aujourd'hui un quartier de Monte San Biagio). Le chancelier d'État et sa famille vivaient à Vienne dans le Palais Metternich, qu'il avait acheté et rénové (aujourd'hui l'ambassade d'Italie). En 1816, il reçut le domaine Johannisberg dans le Rheingau, un monastère sécularisé avec une cave célèbre, de l'empereur François Ier d'Autriche en tant que dotation. Il est devenu la résidence d'été de la famille. En 1826, il acheta en Bohême, où il hérita du château de Königswart, l'Abbaye de Plasy. Il y fit construire une crypte familiale, où il fut enterré en 1859. Depuis, le monastère abrite les archives de la famille. Jusqu'à l'expropriation en 1945, Königswart et Plass sont restés en la possession des princes respectifs, qui y résidaient également.

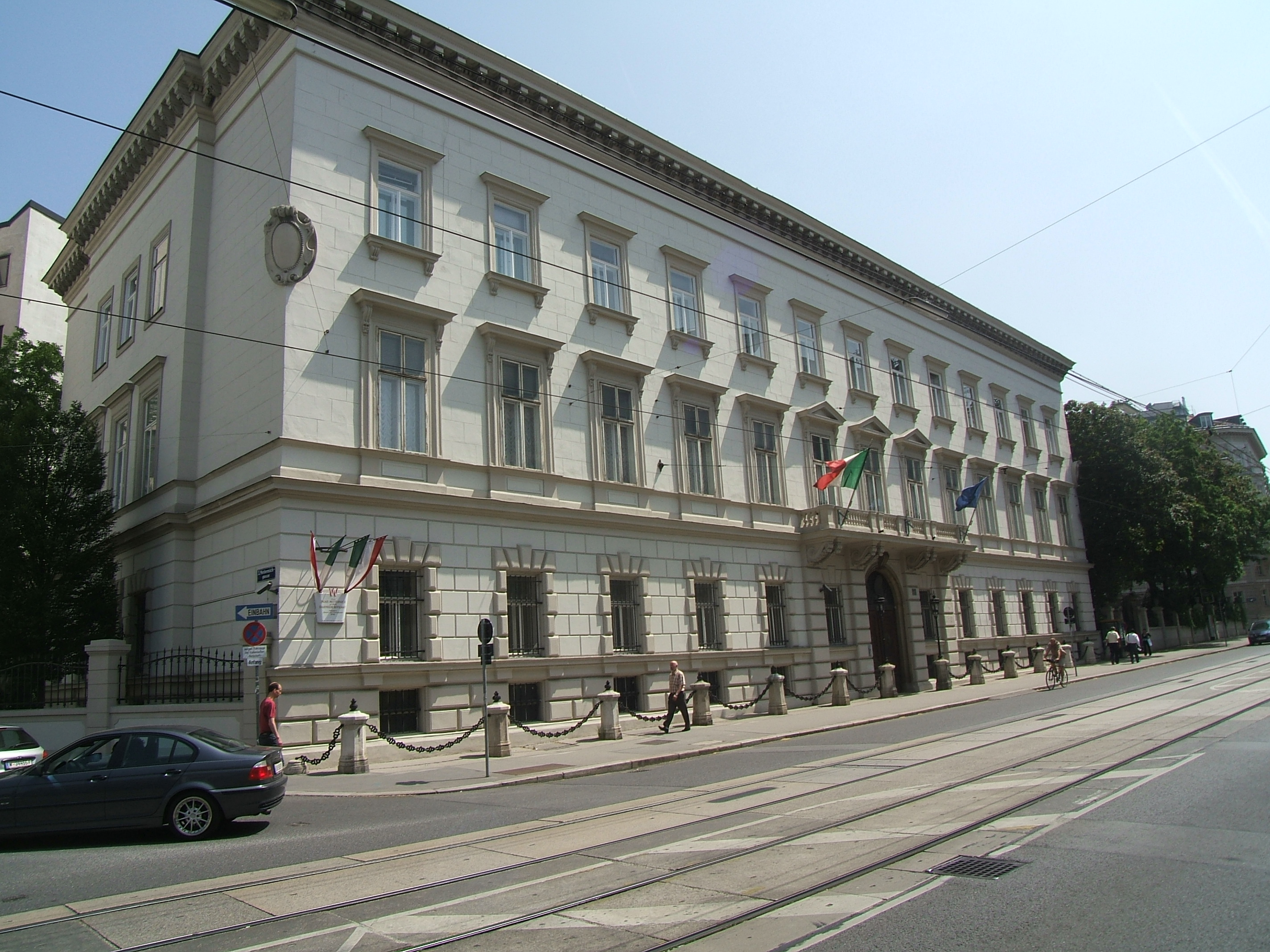
Le palais Metternich à Vienne
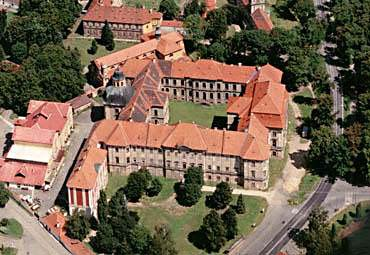
L'abbaye de Plasy en Bohême
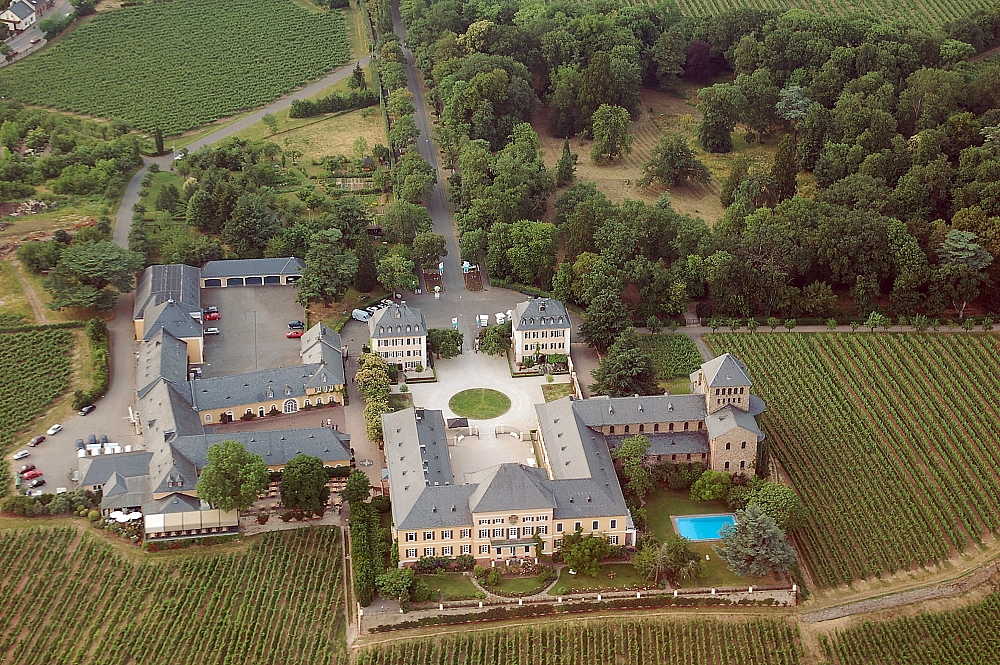
Le domaine Johannisberg dans le Rheingau

Richard Klemens, 3e prince de Metternich-Winnebourg, était membre héréditaire du Reichsrat (Autriche) à partir de 1861. Il était marié à sa nièce Pauline von Metternich, née comtesse Sándor, fille de sa demi-sœur Léontine. Étant donné que le mariage a produit trois filles mais pas de fils comme héritier, après la mort du prince Richard Klemens, le titre est passé à son demi-frère Paul von Metternich (1834-1906). Il a été suivi comme prince par son fils Klemens Wenzel (1869-1930). Le fils de celui était Paul Alphonse, 5e prince de Metternich-Winnebourg (1917–1992). En 1945, après la fin de la guerre et l'expulsion de la Tchécoslovaquie, en même temps que l'expropriation des propriétés de Königswart et Plass, lui et sa famille ont élu domicile dans le château Johannisberg dans le Rheingau, qui avait été dans le famille depuis 1816 mais a été détruite pendant la guerre. Il a reconstruit le château et le fameux chai, mais a vendu les deux au groupe Oetker à la fin des années 1970. Il a été, entre autres, pilote de course, président puis président d'honneur de l'Automobile Club d'Allemagne. Avec lui, la famille de Metternich s'éteint dans la lignée masculine. Sa femme Tatiana, née princesse Vassiltchikov, était mécène, peintre et écrivain.

## La lignée de Churdorf
Le fondateur de la lignée des Churdorf est le baron Johann Reinhard von Metternich, qui embrassa la foi luthérienne, s'établit pour cette raison dans le Brandebourg où il devint vidame d'Halberstadt. Deux de ses fils moururent au combat. Ernst von Metternich, élevé au rang de comte en 1697, était un conseiller privé du margrave de Brandebourg. Député au Reichstag, il y milita pour que Frédéric Ier de Prusse obtienne la couronne royale, et pour le rattachement de la principauté de Neuchâtel à la marche de Brandebourg (1707). Il prit également part aux pourparlers de paix d'Utrecht (1713). Un de ses frères, avec lequel cette branche s'éteignit, était conseiller des margraviats d'Ansbach et de Bayreuth, député au Reichstag et finalement chancelier de la principauté de Schwarzburg en 1726. Ce dernier écrivit en outre sur la théosophie et l’alchimie.

## Princes ecclésiastiques
Les Metternich jouèrent un grand rôle dans le haut-clergé du Saint-Empire romain germanique. Depuis le XVIe siècle, on trouvait des Metternich dans les chapitres diocésains de Mayence, Worms, Spire, Münster, Liège et Bamberg ; ils n'étaient à vrai dire absents que du chapitre de Cologne, où d'ailleurs ne siégeait aucun membre de la haute noblesse. On trouvait aussi des Metternich dans divers chapitres paroissiaux, comme ceux de Bonn, Maastricht, Mayence, Münster-Eifel et Xanten. Elle siégea au chapitre de Trèves sans interruption de 1547 à 1778. À partir de 1648, cette famille comptera 137 membres du haut-clergé, dont des chevaliers de Malte, des chevaliers teutoniques et autres ordres religieux. Parmi les femmes, il y eut de nombreuses abbesses et mères supérieures de couvents.

## Anoblissements
- Wolfgang Heinrich von Metternich devient baron (Reichsfreiherr) le 14 avril 1664
- Le baron Philipp-Emmerich von Metternich-Winneburg est élevé au rang de comte le 20 mars 1667.
- Le baron Ernst von Metternich-Chursdorf est élevé au rang de comte le 28 mai 1696
- Le comte Franz Georg Karl von Metternich zu Winneburg und Beilstein est élevé au rang de prince du Saint-Empire (« Fürst ») le 20 juin 1803 ; ce titre de prince sera rendu héréditaire le 20 octobre 1813.
- Le prince Klemens Wenzel Lothar von Metternich-Winneburg, fils du précédent, est fait duc du royaume de Naples et duc de Portella (royaume des Deux-Siciles) le 1er août 1818. La même année, il est fait grand d'Espagne.

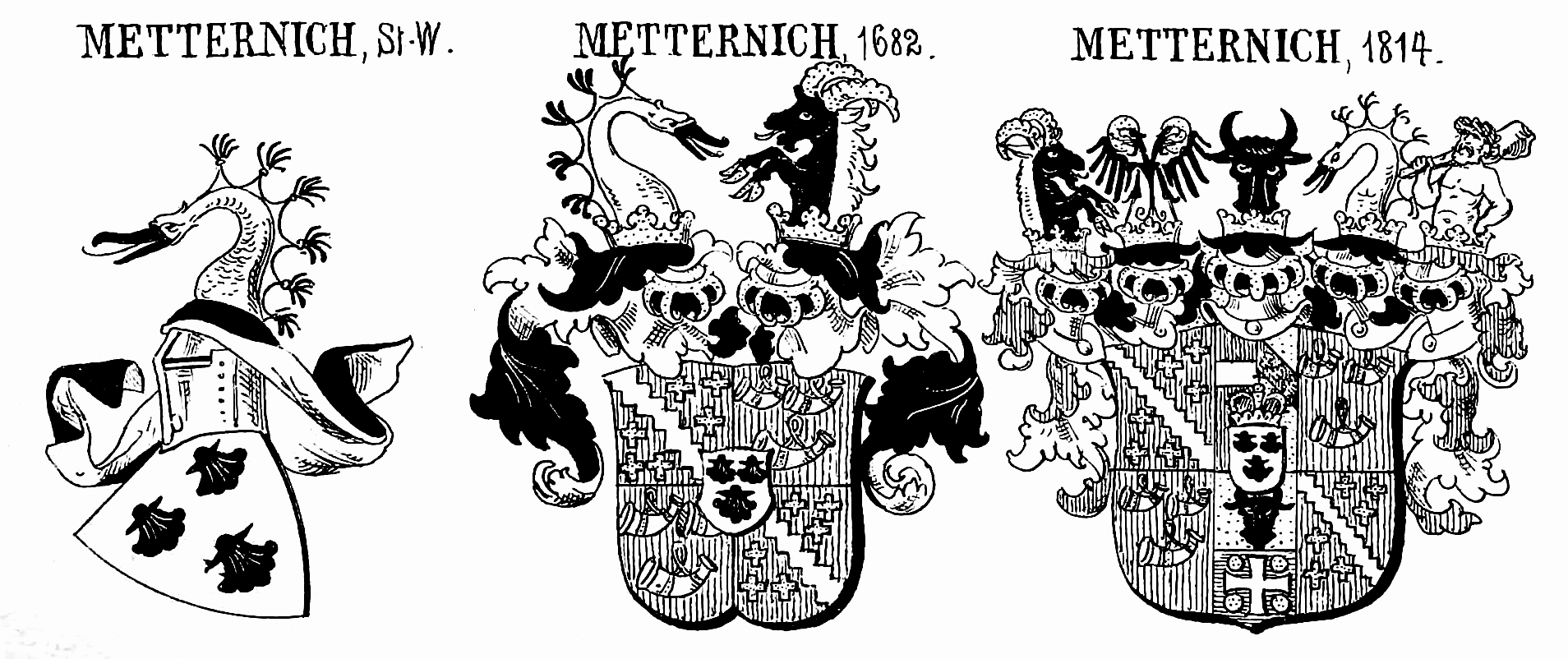
Armoiries de Metternich

## Armoiries
Les armes familiales se blasonnent ainsi D'argent à trois coquilles de sable.

## Seigneurs de Metternich
- Lothar von Metternich (1551–1623), évêque et prince-électeur de Trèves.
- baron Johann-Reinhard von Metternich (Jean Reihnhardt de Metternich), vidame d'Halberstadt[2].
- Johann Reinhard von Metternich († 1637), chanoine de Trèves, Bamberg et Münster, prévôt de Mayence, curateur de Magdebourg et Halberstadt sowie, prévôt de St Bartholomé de Francfort-sur-le-Main.
- Karl von Metternich († 1635), chanoine de Trèves, Liège, Eichstätt et Augsbourg, archidiacre de Castor de Karden et prévôt du monastère d'Aix-la-Chapelle.
- Emmerich von Metternich († 1653), chanoine de Trèves, Worms et Paderborn und prévôt de Trèves.
- Lothar von Metternich († 1663), grand chambellan, conseiller d'état, colonel et général.
- Wilhelm von Metternich († 1652), grand chambellan, conseiller en matière civile et militaire.
- Heinrich von Metternich zu Brohl († 1654), prêtre puis administrateur, gouverneur militaire du Bas-Palatinat sous occupation bavaroise et général.
- Lothaire-Frédéric de Metternich-Bourscheid (1617–1675), archevêque de Mayence.
- Charles-Henri de Metternich-Winnebourg (1622–1679), doyen de l'église métropolitaine de Mayence, archevêque et prince-électeur de Mayence en 1679.
- Ernst von Metternich (1656-1727) diplomate prussien.
- Wolfgang von Metternich († 1731) diplomate, chancelier et spécialiste de l’histoire de l'alchimie.
- Franz Georg Karl von Metternich (1746–1818), diplomate et homme politique autrichien.
- Klemens Wenzel von Metternich (1773–1859), son fils diplomate et homme politique autrichien.
- Richard Klemens von Metternich (1829–1895), son fils diplomate autrichien.
- Pauline von Metternich (1836–1921), salonnière autrichienne célèbre pour son salon dans Paris pendant le Second Empire.
- Paul de Metternich-Winneburg (1917-1992).
- Tatiana de Metternich-Winneburg (1915–2006), épouse du précédent, née princesse Wassiltchikoff, mémorialiste et mécène.